# العلاقات الكاميرونية السورية
العلاقات الكاميرونية السورية هي العلاقات الثنائية التي تجمع بين الكاميرون وسوريا.

## مقارنة بين البلدين
هذه مقارنة عامة ومرجعية للدولتين:
| وجه المقارنة                                              | الكاميرون                        | سوريا                    |
| --------------------------------------------------------- | -------------------------------- | ------------------------ |
| المساحة (كم2)                                             | 475.44 ألف                       | 185.18 ألف               |
| عدد السكان (نسمة)                                         | 24.05 مليون                      | 18.27 مليون              |
| الكثافة السكانية (ن./كم²)                                 | 50.58                            | 98.66                    |
| العاصمة                                                   | ياوندي                           | دمشق                     |
| اللغة الرسمية                                             | اللغة الفرنسية، اللغة الإنجليزية | اللغة العربية            |
| العملة                                                    | فرنك وسط أفريقي                  | ليرة سورية               |
| الناتج المحلي الإجمالي (بليون دولار)                      | 34.80 مليار                      | 60.20 مليار              |
| الناتج المحلي الإجمالي (تعادل القوة الشرائية) بليون دولار | 72.72 مليار                      |                          |
| الناتج المحلي الإجمالي الاسمي للفرد دولار أمريكي          | 1.22 ألف                         |                          |
| الناتج المحلي الإجمالي للفرد دولار أمريكي                 | 2.97 ألف                         |                          |
| مؤشر التنمية البشرية                                      | 0.512                            | 0.594                    |
| رمز المكالمات الدولي                                      | +237                             | +963                     |
| رمز الإنترنت                                              | .cm                              | .sy                      |
| المنطقة الزمنية                                           | توقيت غرب أفريقيا، ت ع م+01:00   | ت ع م+02:00، ت ع م+03:00 |

## منظمات دولية مشتركة
يشترك البلدان في عضوية مجموعة من المنظمات الدولية، منها:
| علم المنظمة | اسم المنظمة                               | تاريخ انضمام الكاميرون | تاريخ انضمام سوريا |
| ----------- | ----------------------------------------- | ---------------------- | ------------------ |
|             | مؤسسة التنمية الدولية                     | 10 أبريل 1964          | 28 يونيو 1962      |
|             | يونسكو                                    | 11 نوفمبر 1960         | 16 نوفمبر 1946     |
|             | وكالة ضمان الاستثمار متعدد الأطراف        | 7 أكتوبر 1988          | 14 مايو 2002       |
|             | الأمم المتحدة                             | 20 سبتمبر 1960         | 24 أكتوبر 1945     |
|             | الاتحاد البريدي العالمي                   | ?                      | ?                  |
|             | البنك الدولي للإنشاء والتعمير             | 10 يوليو 1963          | 10 أبريل 1947      |
|             | المنظمة الهيدروغرافية الدولية             | ?                      | ?                  |
|             | منظمة التعاون الإسلامي                    | ?                      | 1972               |
|             | منظمة حظر الأسلحة الكيميائية              | ?                      | ?                  |
|             | الاتحاد الدولي للاتصالات                  | 22 ديسمبر 1960         | 12 يناير 1924      |
|             | مؤسسة التمويل الدولية                     | 1 أكتوبر 1974          | 28 يونيو 1962      |
|             | المركز الدولي لتسوية المنازعات الاستشارية | 2 فبراير 1967          | 24 فبراير 2006     |
|             | منظمة الشرطة الجنائية الدولية             | ?                      | ?                  |

## وصلات خارجية
- موقع وزارة الخارجية الكاميرونية